# Kim Ji-ho
Kim Ji-Ho (22 de julio de 1974) es una actriz surcoreana.

## Vida personal
Se casó con el actor Kim Ho-Jin, el 11 de diciembre de 2001 en el Millennium Seoul Hilton Hotel. Su hija nació el 8 de abril de 2004. La pareja se conoció durante la filmación de More Than Love en el año 2000.

## Filmografía

### Televisión
| Año  | Título                   | Papel                                  | Red  |
| ---- | ------------------------ | -------------------------------------- | ---- |
| 1994 | Salut D'Amour            | Jegal Jong-Nam                         | KBS2 |
| 1995 | TV City                  | Hong Hye-Joon                          | MBC  |
| 1995 | Apartment                | Jeon Hyun-Ah                           | MBC  |
| 1995 | Two Dads                 |                                        | MBC  |
| 1996 | August Bride             | Jin-Kyung (pasado) Ga-Young (presente) | SBS  |
| 1997 | Palace of Dreams         | Oh Jung-Min                            | SBS  |
| 1998 | I Love You, I Love You   | Lee Joo-Young                          | SBS  |
| 1999 | Should My Tears Show     | Kim Young-Eun                          | MBC  |
| 2000 | More Than Love           | Seo Kyung-Joo                          | MBC  |
| 2001 | Law Firm                 | Park Jung-Ah                           | SBS  |
| 2002 | Glass Slippers           | Kim Tae-Hee                            | SBS  |
| 2002 | Affection                | Cha Mi-Yeon                            | SBS  |
| 2005 | Single Again             | Jung Geum-Joo                          | SBS  |
| 2007 | Even So Love             | Lee Hyo-Eun                            | MBC  |
| 2010 | You Don't Know Women     | Lee Min-Jung                           | SBS  |
| 2014 | Wonderful Days           | Kang Dong-Ok                           | KBS2 |
| 2015 | My Daughter, Geum Sa-Wol | Kim Ji-Young (invitada)                | MBC  |
| 2016 | Happy Home               | Han Mi-Soon                            | MBC  |

### Cine
| Año  | Título                 | Papel          | Ref.  |
| ---- | ---------------------- | -------------- | ----- |
| 1995 | A Man Wagging His Tail | Young-Eun      |       |
| 1997 | Destiny                | Yang-Hee       |       |
| 2011 | Sorry and Thank You    | Oh Soo-Young   |       |
| 2012 | Unbowed                | Jang Eun-Seo   |       |
| 2016 | Unforgettable          | Gil-Ja (adult) |       |
| 2017 | Steel Rain             | Choi Soo-hyun  |       |
| 2022 | Black Call (Hard Hit)  | Yeon Soo       | [ 7 ] |